# Maria Qvist
Maria (Maja) Qvist (I bland stavat Kvist) (gift Månsson), född 5 september 1879 i Övraby, död 9 oktober 1958, var en svensk politiker, fackföreningskvinna, kvinnosakskvinna och journalist.

## Biografi
Qvist kom från små kår i Skåne. Hon var äldst i en syskonskara på elva, och hennes far var indelt soldat. Hon genomgick en förberedande kurs på Småskoleseminariet i Malmö och senare kurser på Hvilans folkhögskola. Som många andra arbetarungdomar fick hon arbete som tjänsteflicka efter konfirmationen, och hon jobbade som sådan från 1894 till 1904. Hon blev medlem i det socialdemokratiska partiet, och år 1902 blev hon medlem i Landsföreningen för kvinnans politiska rösträtt. 1903–1904 var hon ordförande för det nygrundade Stockholms Tjänarinneförening, och 1908 tog hon initiativ till att grunda Gävle Tjänarinneförening.
I valet 1910, då båda könen för första gången var valbara i lokalvalen, valdes 37 kvinnor in i stads- och kommunfullmäktige i Sverige. Qvist var en av de tre första kvinnorna som valdes in i Gävle stadsfullmäktige 1910 som representant för socialdemokraterna. Hon var ledamot till och med 1914.
Runt sekelskiftet träffade Maria Qvist ungsocialisten Fabian Månsson på en fest i Folkets Park i Malmö. Hon blev hans största stöd och samlade material, skrev rent, kontrollerade fakta och var hans personliga sekreterare.
Hon skrev under eget namn i Tjänarinnebladet och vikarierade ofta för Månsson på Arbetarbladet när denne var bortrest. Qvist och Månsson kallade varandra livskamrater och levde många år som ogifta. 1925 vigde Qvist och Månsson sig. Qvist är begravd bredvid Månsson på en enskild gravplats på Hasslö i Blekinge.
I Riksarkivet finns Maria Qvists personarkiv.

## Bildgalleri

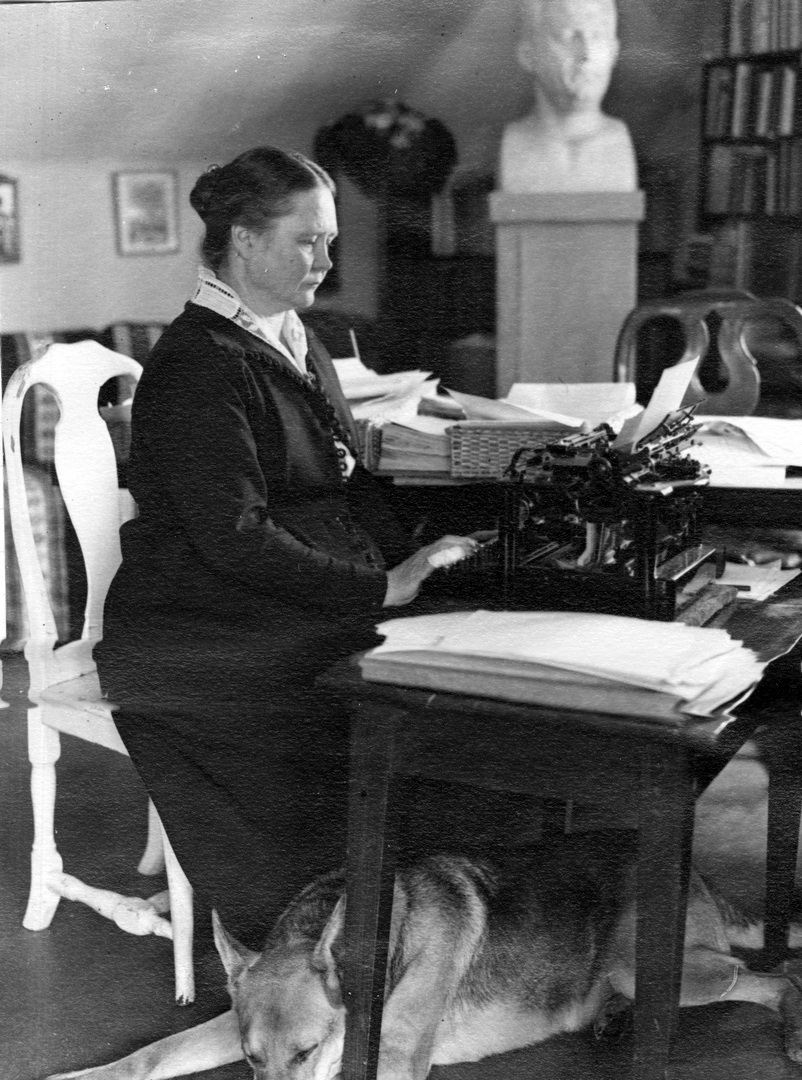
Maria Qvist arbetar på sitt kontor i sitt hem. Bysten i bakgrunden föreställer maken Fabian Månsson. Se dessutom bilden på hennes skrivmaskin.
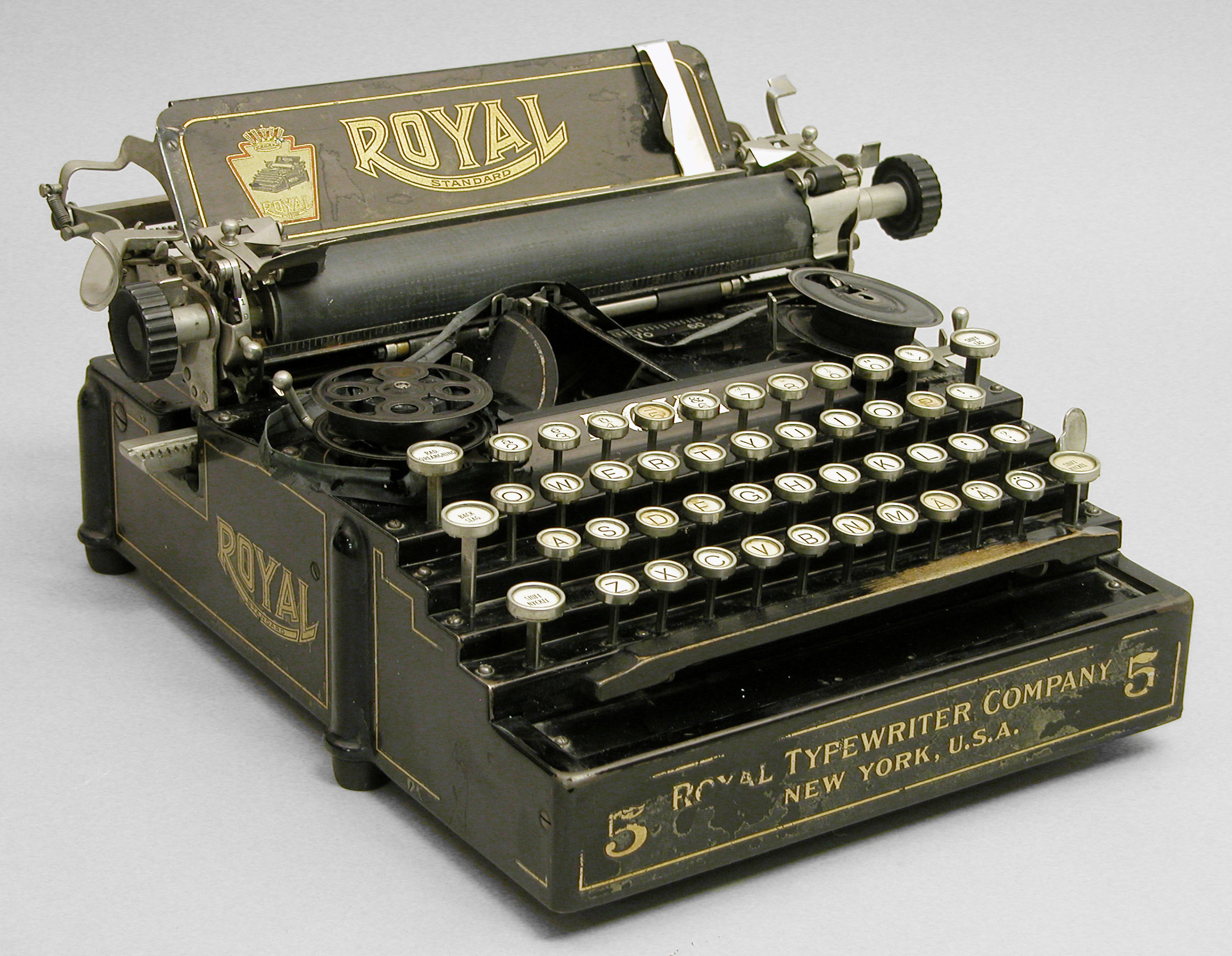
Maria Qvists skrivmaskin som hon använde för att skriva egna texter samt redigera Fabian Månssons texter.
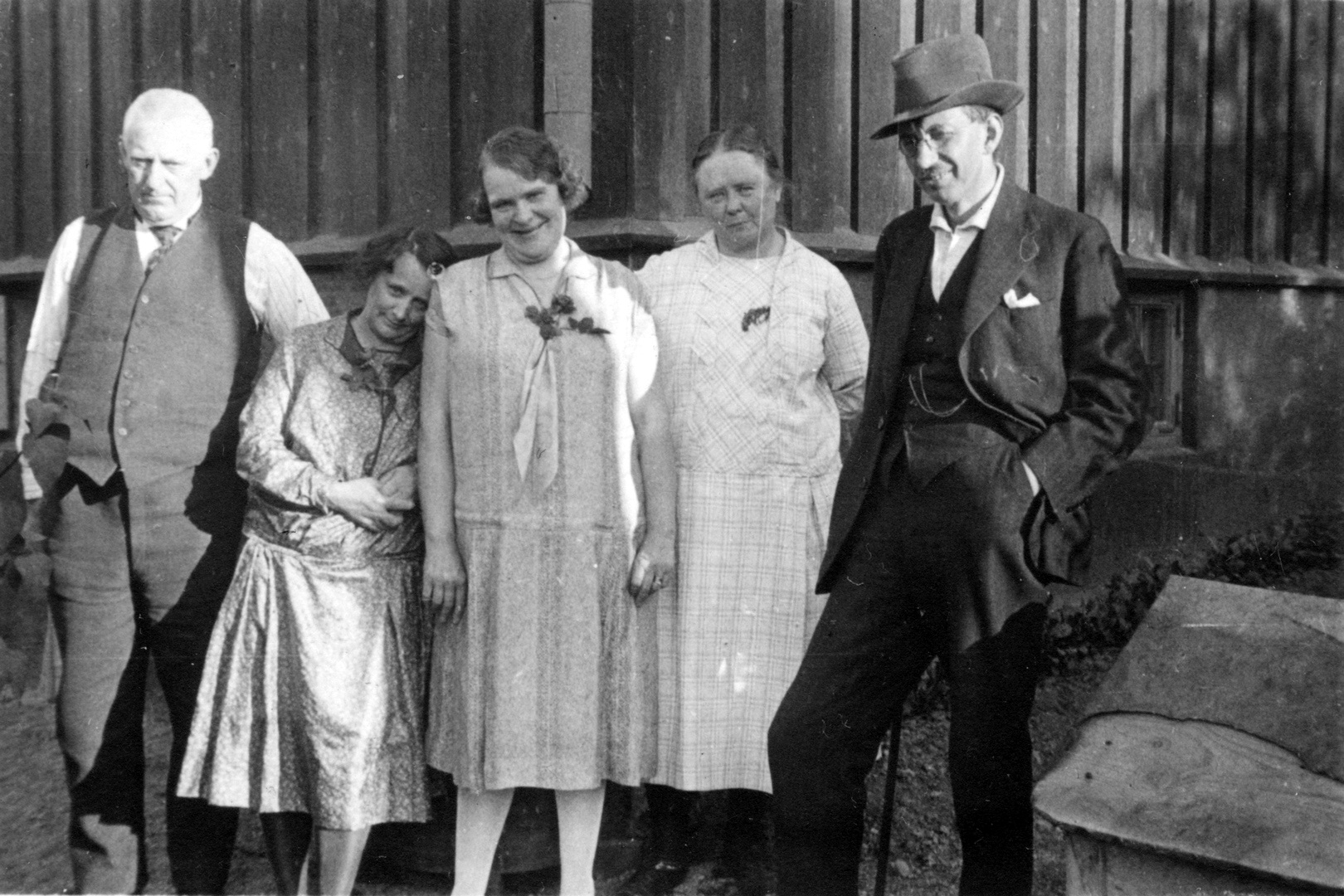
Maria Qvist med bl.a. sin make och vännen Zeth Höglund.
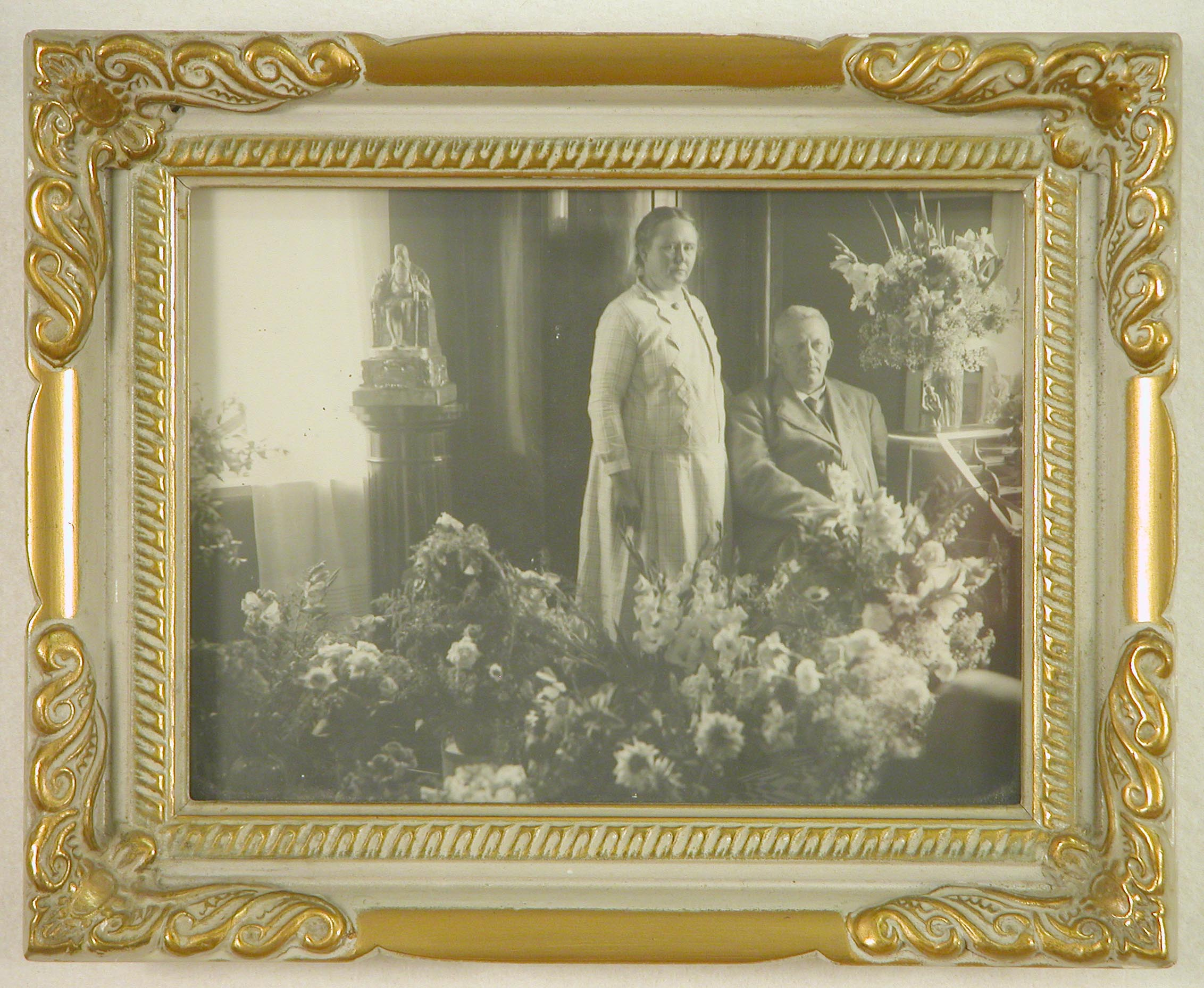
Maria Qvist och Fabian Månsson på Marias 50-årsdag 1929.
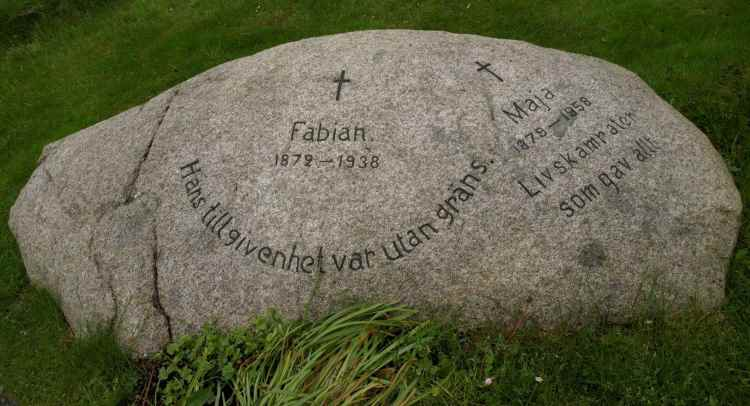
Gravsten på Hässlö över Maria (Maja) Qvist och maken Fabian Månsson. Om Maria står det: "Maja 1879-1958 - Livskamraten som gav allt".